# Pickelhaube

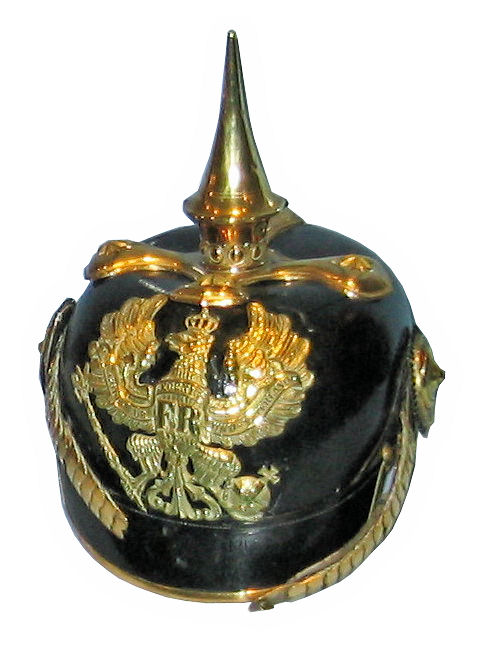
Pickelhaube de un oficial en la batalla de Verdún (1916).

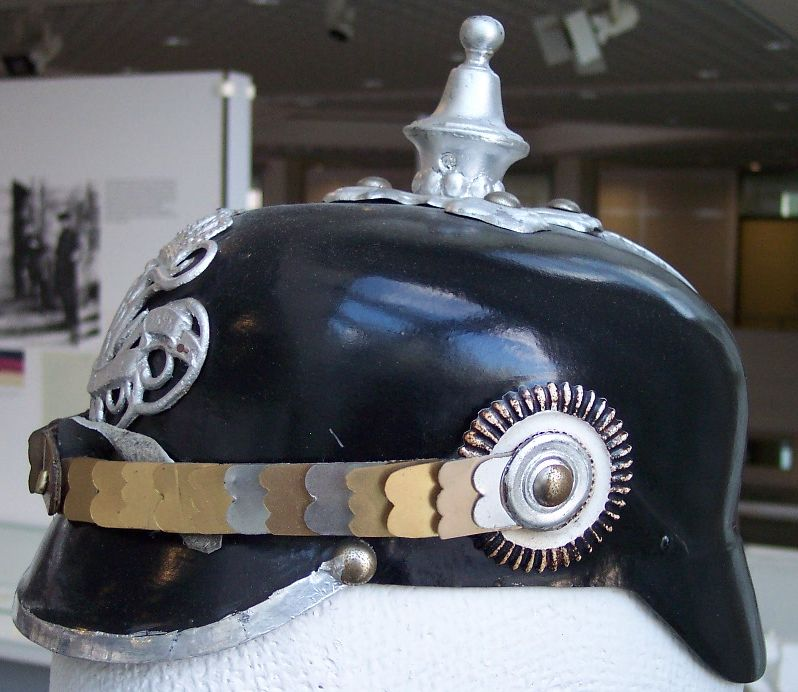
Pickelhaube usado por la Policía de Prusia.

El pickelhaube (en plural: pickelhauben, del alemán Pickel, pincho y Haube, gorro, casco y en general prenda que cubre la cabeza) fue un casco prusiano creado en el siglo XIX para el ejército, los bomberos y la policía. Su célebre pincho es puramente decorativo. Paul von Hindenburg sugirió en un discurso que representaba el lazo simbólico entre los soldados alemanes y los hunos.[cita requerida]

## Historia

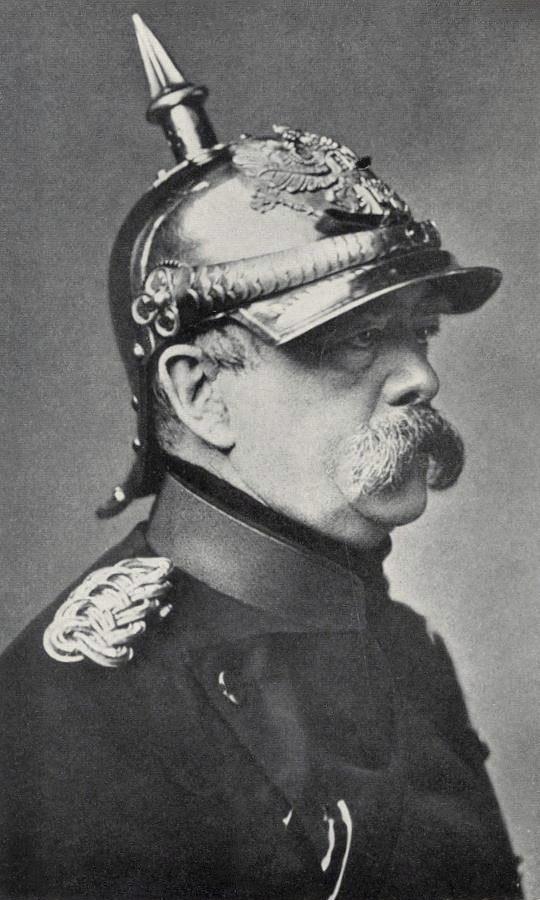
Otto von Bismarck con un pickelhaube.

El pickelhaube fue diseñado en 1842 por el rey Federico Guillermo IV de Prusia y su uso se fue extendiendo lentamente a otros Estados alemanes. En 1887, el reino de Baviera fue el último Estado alemán en adoptarlo. Durante el final del siglo XIX, los ejércitos de numerosas naciones adoptaron este tipo de casco. Entre ellas el Reino Unido, Rusia, México, Colombia, Chile, Ecuador, Argentina, Suecia, Portugal, Brasil, Noruega, El Salvador, Estados Unidos, España, Venezuela y -por un breve periodo-  Perú.
El pickelhaube clásico estaba hecho de cuero con un acabado brillante, con adornos metálicos dorados o plateados. Por supuesto, incluía el pincho de metal. Algunas versiones fueron usadas por unidades de artillería que lucían una bola en lugar del típico pincho. Solía llevar dos insignias, una a cada lado del casco. La insignia de la derecha era la nacional con los colores rojo, blanco y negro, mientras que en la izquierda se lucían los colores de la provincia del soldado (blanca y negra por Prusia o azul y blanca por Baviera). En la frente, llevaba una gran insignia metálica con el escudo del Estado al que pertenecía el casco.
Las versiones totalmente metálicas solían corresponder a las unidades de coraceros y habitualmente lo lucían relevantes figuras militares y políticas, como Otto von Bismarck, Alfonso XIII de España o el general Miguel Primo de Rivera y algunos miembros de su cuerpo militar. 
Todos los cascos producidos para la infantería antes y durante 1914 estaban hechos de cuero. A medida que la guerra avanzaba, las reservas de cuero menguaban, a pesar de la importación masiva que se hizo desde Iberoamérica, en especial Argentina. El gobierno alemán también recurrió al ersatz (sucedáneo) para fabricarlo. En 1915, algunos se fabricaron de acero, pero el Estado Mayor autorizó la construcción de unidades hechas de fieltro e incluso de cartón prensado.
Durante la Primera Guerra Mundial no cumplía los requisitos de protección del soldado en una guerra de trincheras. Al principio del conflicto, los alemanes recubrieron los pickelhauben con forros de tela que los hacían menos brillantes y reducían su visibilidad. Sin embargo, el problema más grave era la escasa protección ofrecida por el cuero o el fieltro a las balas y la metralla. Otro de los defectos de diseño era que el pincho sobresalía en la trinchera, convirtiéndose en un indicador fiable para los francotiradores.
A principios de 1916 el pickelhaube fue lentamente sustituido por el nuevo casco de acero, el stahlhelm (lit. casco de acero), diseñado especialmente para proteger al soldado de las esquirlas. Tras la adopción del stahlhelm, el pickelhaube quedó relegado a una función ceremonial. Con el colapso de las Potencias Centrales en 1918, el pickelhaube fue abolido, incluso para la policía, que adoptó el chacó.

## Uso actual

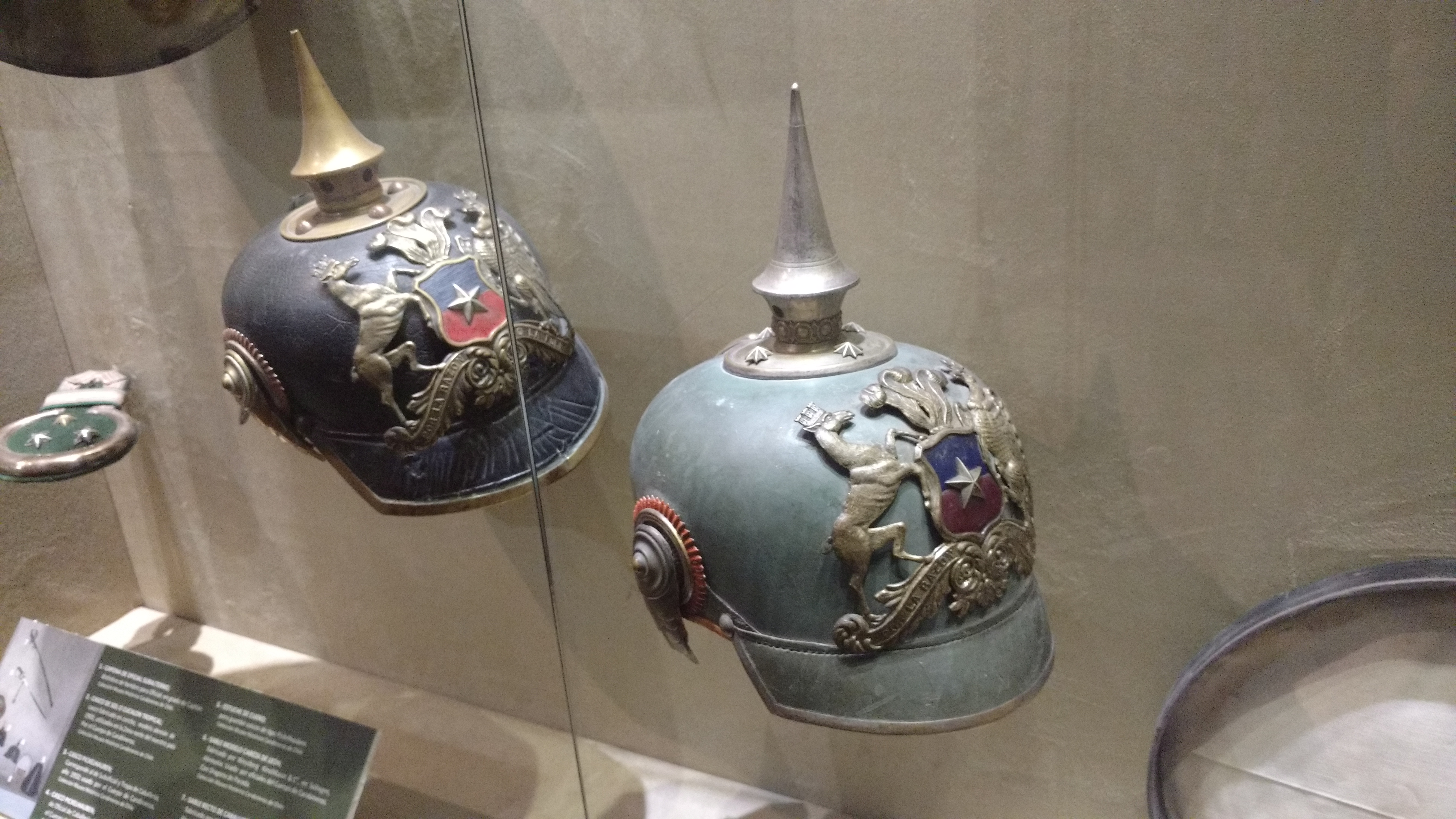
Pickelhaube chileno.

El pickelhaube ha perdurado como tradición e imagen del Imperio alemán y ha sido utilizado profusamente en la propaganda antialemana. El pickelhaube continúa formando parte del uniforme de gala de la Guardia Real Sueca y de las academias militares de Bolivia, Chile, Colombia, Perú, Ecuador y Venezuela. También lo luce el Batallón Guardia Presidencial de Colombia y el Regimiento Escolta Presidencial n.º 1 "Granaderos". Este último constituye la unidad de presentación del Ejército de Chile y tiene la misión de escoltar al Presidente de la República en las ceremonias públicas más importantes. La policía de tráfico del Reino de Jordania utiliza asimismo un casco con forma de pickelhaube.